# Аглулік
Аглулік (інуктитут: ᐊᒡᓗᓕᒃ) — благодійний дух в інуїтській міфології, який живе під льодом і діє як захисник тюленів. Вважається, що він надає допомогу рибалкам і мисливцям. Якщо мисливці помолилися духу перед риболовлею, то Аглулік благословить мисливців здобиччю.